# 趙姫 (荘襄王)
趙姫（ちょうき）は、中国戦国時代の秦の王后。始皇帝の生母。姓および諱は共に不明である。

## 概要
史書によると趙の出身であった（そのために趙姫と呼ばれた）。彼女は趙の豪族の娘で、後に当時は商人であった呂不韋の妾となったが、秦の王子であった子楚（後の荘襄王）に乞われて、自分の妾であることを隠して妃として差し出した。昭襄王48年（紀元前259年）に政（後の始皇帝）を生んだが、呂不韋との間に既に子を宿していたとも言われる。
孝文王元年（紀元前250年）、秦に入国した。荘襄王元年（紀元前249年）に子楚の即位に伴い王后、秦王政元年（紀元前246年）に荘襄王が薨去して政が秦王になると王太后となった。『史記』などによれば彼女は淫乱とされており、秦の丞相に就任していた呂不韋や偽宦官として後宮に入った嫪毐と密通し、嫪毐との間には2人の息子が生まれた。ただし、これらは事実でないとも、当時の秦の道徳観では問題がない行為という説もある。
秦王政9年（紀元前238年）、嫪毐がクーデターを決行したが失敗すると、激怒した政により嫪毐および嫪毐との間の2人の息子は処刑され、彼女は雍城に幽閉された。後に許され王城に戻った。
秦王政19年（紀元前228年）に薨去し、帝太后を追号された。享年53。

## 名前の推測
『里耶秦簡』の「更名扁書」は「楚」と「生」の字の使用を禁じており、前者の禁止は始皇帝の父荘襄王（子楚）の避諱を実現するための命令である。しかし、名に後者を含み、かつ、避諱に値する当時の人物は文献的には知られていない。よって、「生」こそが趙姫の諱（の一部）であるという説がある。

## 登場作品
映画
- 『秦・始皇帝』（1962年、演：山田五十鈴）
- 『始皇帝暗殺』（1998年、演：顧永菲）

テレビドラマ
- 『東周列国 戦国篇』（1997年、演：沈玲）
- 『始皇帝烈伝 ファーストエンペラー』（2001年、演：宋佳 (1962年生)（英語版））
- 『麗姫と始皇帝〜月下の誓い〜（中国語版）』（2017年、演：陳依莎）
- 『コウラン伝 始皇帝の母』（2019年、主演：呉謹言）
- 『始皇帝 天下統一』（2020年、演：朱珠（英語版））